# Jan Pouwer
Jan Pouwer (Dordrecht, 21 september 1924 - Zwolle, 21 april 2010) was een Nederlandse antropoloog, gespecialiseerd in de Papoeaculturen van de zuidkust van Nieuw-Guinea.

## Carrière
Pouwer studeerde indologie aan de Universiteit Leiden en trad vanaf 1951 als gouvernementsantropoloog in Nederlandse bestuursdienst, waarbij hij verbonden werd aan het Kantoor voor Bevolkingszaken in Hollandia (Nederlands-Nieuw-Guinea). Maar niet lang na zijn aankomst op het eiland werd hij door Jan van Baal, hoofd van dit kantoor en later gouverneur van Nederlands-Nieuw-Guinea, naar de zuidwestkust gestuurd voor een studie van de cultuur van de Kamoro, bewoners van Mimika. In 1955 promoveerde hij in Leiden op dit veldonderzoek en keerde terug naar Nieuw-Guinea, waar hij in 1959 als antropoloog deelnam aan de Sterrengebergte-expeditie en belangrijk onderzoek deed. 
Na zijn civiele dienstjaren in Nieuw-Guinea keerde Jan Pouwer terug naar Nederland en werd benoemd tot hoogleraar in de culturele antropologie aan de Universiteit van Amsterdam, een functie die hij van 1962 tot 1966 vervulde. De tien jaar daarna doceerde hij in Nieuw-Zeeland, waar hij als 'Foundation Professor' verantwoordelijkheid droeg voor het opzetten en tot bloei brengen van een antropologisch instituut aan de Victoria Universiteit in Wellington. Zijn wetenschappelijke werk kwam steeds sterker onder invloed te staan van de Franse structureel antropoloog Claude Lévi-Strauss. De laatste jaren van zijn carrière, van 1976 tot 1987, werkte hij als wetenschappelijk hoofdmedewerker van de vakgroep antropologie aan de Katholieke Universiteit Nijmegen die zich meer en meer begon te specialiseren in Oceanië studies. Dankzij de samenwerking met antropoloog en cultuurfilosoof Ton Lemaire ontwikkelde zich een traditie van kritische antropologie binnen de vakgroep. 
Na zijn pensioen bleef Pouwer actief. Zijn laatste boek, dat kort voor zijn overlijden op 85-jarige leeftijd verscheen, bewijst dat hij tot op hoge leeftijd de vakliteratuur over zijn specialisme tot in de kleinste details had bijgehouden.